# 万年寺 (峨眉山市)
万年寺（ばんねんじ）は、中華人民共和国四川省楽山市峨眉山市峨眉山にある仏教寺院。

## 歴史
東晋の隆安年間（397年-401年）に慧持が建立したのが始まりで、創建当初は普賢寺と称していた。
唐の乾符3年（876年）に慧通が寺院を再建し、名称を白水寺と改称する。
北宋の太平興国5年（980年）に茂真が伽藍を整備し、名称を白水普賢寺と改称する。
明の嘉靖14年（1535年）、別伝に仏像が造られた。万暦年間、无梁磚殿を増築した。万暦帝により「聖寿万年寺」の名を賜った。
1946年に火災で「无梁磚殿」以外大部分が失われた。
1954年より、地元政府は寺院を修復する。1950年代から1960年代にかけて、朱徳・陳毅・賀龍は前後して寺院を参拝した。1980年7月8日、鄧小平は寺院に来て参拝します。1983年、中華人民共和国国務院は仏寺を漢族地区仏教全国重点寺院に認定した。1986年、山門・弥勒殿・毗盧殿・般若殿を増築した。1991年、鐘楼・鼓楼・廊が修築されている。

## 伽藍
山門、天王殿、鐘楼、鼓楼、弥勒殿、大雄宝殿、巍峨宝殿、蔵経閣、无梁磚殿、行愿楼